# يورغن باتوكا
يورغن باتوكا (بالألمانية: Jürgen Patocka)‏، من مواليد 30 يوليو 1977 في فيينا في النمسا، لاعب كرة قدم نمساوي.
يلعب مع نادي رابيد فيينا منذ عام 2007.
يلعب منتخب النمسا لكرة القدم.

## وصلات خارجية
- يورغن باتوكا على موقع الاتحاد الأوربي (الإنجليزية)
- يورغن باتوكا على موقع قاعدة بيانات كرة القدم.إي يو (الإنجليزية)
- يورغن باتوكا على موقع ناشيونال فوتبول تيمز (الإنجليزية)
- يورغن باتوكا على موقع عالم كرة القدم.نت (الإنجليزية)